# Хен'ян
Хен'ян (кит. спр. 衡阳市, піньїнь: Héngyáng Shì) — місто-округ в китайській провінції Хунань. 

## Географія
Хен'ян розташовується у центрально-південній частині провінції, лежить на річці Сянцзян.

### Клімат
Місто знаходиться у зоні, котра характеризується вологим субтропічним кліматом. Найтепліший місяць — липень із середньою температурою 28.9 °C (84 °F). Найхолодніший місяць — січень, із середньою температурою 5 °С (41 °F).
| Клімат Хен'яна          | Клімат Хен'яна | Клімат Хен'яна | Клімат Хен'яна | Клімат Хен'яна | Клімат Хен'яна | Клімат Хен'яна | Клімат Хен'яна | Клімат Хен'яна | Клімат Хен'яна | Клімат Хен'яна | Клімат Хен'яна | Клімат Хен'яна | Клімат Хен'яна |
| Показник                | Січ.           | Лют.           | Бер.           | Квіт.          | Трав.          | Черв.          | Лип.           | Серп.          | Вер.           | Жовт.          | Лист.          | Груд.          | Рік            |
| Середня температура, °C | 5              | 6              | 11             | 17             | 22             | 26             | 29             | 28             | 25             | 19             | 13             | 8              | 17             |
| Норма опадів, мм        | 63             | 101            | 136            | 187            | 199            | 183            | 95             | 115            | 54             | 87             | 80             | 50             | 1350           |
| ----------------------- | -------------- | -------------- | -------------- | -------------- | -------------- | -------------- | -------------- | -------------- | -------------- | -------------- | -------------- | -------------- | -------------- |
| Джерело: Weatherbase    |                |                |                |                |                |                |                |                |                |                |                |                |                |

## Адміністративний поділ
Міський округ поділяється на 5 районів, 2 міста і 5 повітів:
| Карта                                                                                                   | Карта   | Карта    | Карта            |
| --- | ------- | -------- | ---------------- |
| Хен'ян ① Хеншань Хендун Цідун Хеннань ② ③ ④ ⑤ Чаннін Лейян ① Наньюе ② Чженсян ③ Шиґу ④ Яньфен ⑤ Чжухуей |         |          |                  |
| Статус                                                                                                  | Назва   | Оригінал | Населення (2020) |
| Район                                                                                                   | Наньюе  | 南岳区   | 70 370           |
| Район                                                                                                   | Шиґу    | 石鼓区   | 227 515          |
| Район                                                                                                   | Чженсян | 蒸湘区   | 478 072          |
| Район                                                                                                   | Чжухуей | 珠晖区   | 337 337          |
| Район                                                                                                   | Яньфен  | 雁峰区   | 247 791          |
| Місто                                                                                                   | Лейян   | 耒阳市   | 1 140 675        |
| Місто                                                                                                   | Чаннін  | 常宁市   | 790 676          |
| Повіт                                                                                                   | Хендун  | 衡东县   | 565 423          |
| Повіт                                                                                                   | Хеннань | 衡南县   | 796 327          |
| Повіт                                                                                                   | Хеншань | 衡山县   | 335 704          |
| Повіт                                                                                                   | Хен'ян  | 衡阳县   | 888 433          |
| Повіт                                                                                                   | Цідун   | 祁东县   | 766 920          |